# Umectante
Os umectantes (português brasileiro) ou humectantes (português europeu) são substâncias hidrofílicas, em geral compostos sintéticos polihidroxilados, que protegem a pele contra a perda de umidade para a atmosfera, mantendo-a umedecida.
Na verdade, os agentes umectantes não adicionam umidade à pele; eles ajudam a pele a manter a sua umidade natural. A maioria dos agentes umectantes são cremes ou loções que contêm óleo.
A aplicação de uma fina película de óleo sobre a pele ajuda a evitar que a água da pele evapore. O melhor momento para aplicar esses agentes é quando a pele já se encontra umedecida (p.ex., logo após um banho de imersão ou de chuveiro). Alguns umectantes mais fortes contêm compostos como a ureia. 
A glicerina é um exemplo clássico na indústria de alimentos, usada na fabricação de panetones, bolachas, chocolates, bolos, doces com recheio, carnes em conserva, queijos, etc.
Nos produtos de limpeza, auxiliam na penetrabilidade do produto, favorecendo o acesso dos agentes desengordurantes à sujeira, que torna a limpeza mais eficiente.
Os umectantes também são muito utilizados em cosméticos. Não adicionam umidade à pele, mas ajudam a pele a manter a sua umidade natural. A maioria dos agentes umectantes é encontrada em cremes hidratantes, loções, tônicos, xampus, condicionadores, tônicos capilares, cremes para cabelos, protetores solares, entre outros, usados para manter a pele e cabelos hidratados. Agora, nos produtos de limpeza, os umectantes auxiliam na penetrabilidade do produto, favorecendo o acesso dos agentes desengordurantes à sujeira, que torna a limpeza mais eficiente.